# Bregmaceros
Los bacaletes son el género Bregmaceros, el único de la familia Bregmacerotidae, peces marinos incluidosa en el orden Gadiformes. Se distribyen por los mares tropicales y subtropicales, raramente en estuarios de ríos. Su nombre procede del griego: bregma (parte superior de la cabeza) + keras (cuerno).
Aparecen por primera vez en el registro fósil en el Eoceno inferior, durante el Terciario inferior.

## Anatomía
Tienen unos 12 cm de longitud máxima; presentan dos aletas dorsales, la primera muy adelantada y con un solo radio, lo que le da aspecto de tener una antena o cuerno, la segunda larga y con una prolongada entalladura en el centro, casi simétrica con la aleta anal; las aletas pélvicas tienen 5 radios, los tres más exteriores se prolongan en largos filamentos muy característicos de esta familia.

## Especies
Existen 14 especies válidas en este género y familia:
- Bregmaceros arabicus (D'Ancona y Cavinato, 1965)
- Bregmaceros atlanticus (Goode y Bean, 1886) - Bacalete antena (en México) o Ciliado (en Cuba).
- Bregmaceros bathymaster (Jordan y Bollman, 1890) - Bacalete del Pacífico oriental.
- Bregmaceros cantori (Milliken y Houde, 1984) - Bacalete rayado.
- Bregmaceros cayorum (Nichols, 1952)
- Bregmaceros houdei (Saksena y Richards, 1986)
- Bregmaceros japonicus (Tanaka, 1908)
- Bregmaceros lanceolatus (Shen, 1960)
- Bregmaceros mcclellandi (Thompson, 1840) - Bregmacero manchado.
- Bregmaceros nectabanus (Whitley, 1941)
- Bregmaceros neonectabanus (Masuda, Ozawa y Tabeta, 1986)
- Bregmaceros pescadorus (Shen, 1960)
- Bregmaceros pseudolanceolatus (Torii, Javonillo y Ozawa, 2004)
- Bregmaceros rarisquamosus (Munro, 1950)